# باایرباخ
باایرباخ (به آلمانی: Baierbach) یک شهر در آلمان است که در لندسهوت واقع شده‌است.